# Raimundo Rebolledo
Raimundo Andrés Rebolledo Valenzuela (Concepción, 14 de mayo de 1997) es un futbolista profesional chileno que se desempeña como lateral derecho y actualmente milita en Everton de la Primera División de Chile.

## Trayectoria

### Universidad Católica
Inició su carrera profesional en las divisiones inferiores de Universidad Católica. Con el fútbol formativo de la UC logró conquistar varios títulos, como el Manchester United Premier Cup 2012.
Debutó en el primer equipo cruzado bajo la dirección técnica de Mario Salas, haciendo su estreno profesional el 11 de julio de 2016, en duelo válido por Copa Chile contra Santiago Morning, compromiso donde ingresó a los 80' de juego en reemplazo de Christian Bravo, con la camiseta número 15. Posteriormente, inició como titular en el partido contra Deportes Temuco, jugando 53 minutos en compromiso correspondiente a Copa Chile y que finalizó en triunfo por 2 a 1 en favor del conjunto estudiantil.
Con Universidad Católica se coronó campeón del título del Torneo Clausura 2016. Posteriormente, festejó la Supercopa de Chile 2016 tras vencer en un partido único a Universidad de Chile. A fines de ese año, se coronó bicampeón del fútbol chileno al ganar el Torneo Apertura 2016, siendo el primer bicampeonato en la historia del club.

### Curicó Unido
En el siguiente año, y con la intención de sumar más minutos, se fue en calidad de préstamo a Curicó Unido para el Transición 2017 de Primera División. Con el elenco albirrojo jugó 17 partidos en los seis meses en los que estuvo en el club, siendo titular en varias ocasiones y útil para alcanzar los minutos pedidos para jugadores Sub-20 en el campeonato.

### Regreso a Católica
Luego de su positivo paso por el equipo maulino, Rebolledo volvió a Católica, y fue pieza clave para la obtención del título del Campeonato Nacional 2018. En aquella temporada disputó 21 partidos en el torneo, 17 de ellos como titular, y fue expulsado en una ocasión. "Catuto" además ya renovó contrato con la entidad cruzada hasta 2020. Al año siguiente, ganó la Supercopa de Chile 2019, y a fines de temporada nuevamente festejó un bicampeonato al quedarse con la copa de la Primera División 2019. 
En febrero de 2021, celebró un tricampeonato con Universidad Católica al ganar el campeonato Primera División 2020. En marzo de 2021 se coronó campeón de la Supercopa 2020, a finales de ese año, el club disputó la final de la Supercopa 2021 frente a Ñublense, donde la UC se coronó en tanda de penales tricampeón de está competencia, también la institución se coronó tetracampeón del torneo nacional, tras ganar las ediciones 2018, 2019, 2020 y 2021, Rebolledo formó parte de todos los torneos y está nueva estrella se convirtió en su décimo título con la franja.
Para la temporada 2022, Rebolledo marcó su primer gol profesional el 5 de febrero de 2022 en el triunfo de Universidad Católica por 3 a 2 contra Coquimbo por la fecha 1 de la Primera División 2022.

## Selección nacional

### Selecciones menores
Integró la selección chilena sub-20 en el Torneo L'Alcúdia 2015 donde se coronó campeón.
Fue citado por el DT Héctor Robles para disputar el Sudamericano sub-20 de 2017. En el primer partido no se le vio muy bien en la primera parte, pero en la segunda mitad del partido logró consolidarse en la marca para ayudar a su equipo a sellar un agónico empate 0 - 0 contra la Selección de Brasil. Finalmente Chile sería eliminado en primera ronda luego de perder ante Colombia por la cuenta mínima, quedando última en su grupo y penúltima en toda la competición solo superando a Perú, siendo esta además la peor participación chilena desde el Sudamericano de 1985 realizado en Paraguay.
En abril de 2019 es convocado por Bernardo Redín, asistente técnico de Reinaldo Rueda en la Selección Nacional de Chile, para integrar el primer microciclo de preparación de cara al Torneo Maurice Revello 2019 de la Selección Chilena Sub-23.

#### Participaciones en Sudamericanos
| Competencia                 | Sede    | Resultado    | PJ | Goles |
| --------------------------- | ------- | ------------ | -- | ----- |
| Sudamericano Sub-20 de 2017 | Ecuador | Primera fase | 4  | 0     |

## Estadísticas

### Clubes
| Club                         |               | Temporada     | Liga  | Liga  | Copas nacionales | Copas nacionales | Torneos internacionales | Torneos internacionales | Total | Total |
| Club                         | Part.         | Temporada     | Goles | Part. | Goles            | Part.            | Goles                   | Part.                   | Goles |       |
| ---------------------------- | ------------- | ------------- | ----- | ----- | ---------------- | ---------------- | ----------------------- | ----------------------- | ----- | ----- |
| Universidad Católica · Chile | 1.ª           | 2016-17       | —     | —     | 2                | 0                | —                       | —                       | 2     | 0     |
| Curicó Unido · Chile         | 1.ª           | 2017          | 12    | 0     | 5                | 0                | —                       | —                       | 17    | 0     |
| Curicó Unido · Chile         | Total club    | Total club    | 12    | 0     | 6                | 0                | 0                       | 0                       | 20    | 0     |
| Universidad Católica · Chile | 1.ª           | 2018          | 21    | 0     | 2                | 0                | —                       | —                       | 23    | 0     |
| Universidad Católica · Chile | 1.ª           | 2019          | 15    | 0     | 3                | 0                | 3                       | 0                       | 21    | 0     |
| Universidad Católica · Chile | 1.ª           | 2020          | 29    | 0     | 1                | 0                | 11                      | 0                       | 41    | 0     |
| Universidad Católica · Chile | 1.ª           | 2021          | 18    | 0     | 4                | 0                | 7                       | 0                       | 29    | 0     |
| Universidad Católica · Chile | 1.ª           | 2022          | 12    | 1     | 1                | 0                | 5                       | 0                       | 18    | 1     |
| Universidad Católica · Chile | Total club    | Total club    | 95    | 1     | 13               | 0                | 26                      | 0                       | 134   | 1     |
| Ñublense · Chile             | 1.ª           | 2023          | 0     | 0     | 0                | 0                | —                       | —                       | 0     | 0     |
| Ñublense · Chile             | Total club    | Total club    | 0     | 0     | 0                | 0                | 0                       | 0                       | 0     | 0     |
| Total carrera                | Total carrera | Total carrera | 107   | 1     | 18               | 0                | 26                      | 0                       | 151   | 1     |
| 1. 2. 3.                     |               |               |       |       |                  |                  |                         |                         |       |       |

### Resumen estadístico
| Competición               | Partidos | Goles | Asistencias |
| ------------------------- | -------- | ----- | ----------- |
| Primera División de Chile | 107      | 1     | 2           |
| Copa Chile                | 17       | 0     | 0           |
| Supercopa de Chile        | 1        | 0     | 0           |
| Copa Libertadores         | 19       | 0     | 0           |
| Copa Sudamericana         | 7        | 4     | 0           |
| Total                     | 151      | 1     | 0           |

## Palmarés

### Títulos nacionales
| Título             | Equipo                    | País  | Año    |
| ------------------ | ------------------------- | ----- | ------ |
| Primera División   | C.D. Universidad Católica | Chile | 2016-C |
| Supercopa de Chile | C.D. Universidad Católica | Chile | 2016   |
| Primera División   | C.D. Universidad Católica | Chile | 2016-A |
| Primera División   | C.D. Universidad Católica | Chile | 2018   |
| Supercopa de Chile | C.D. Universidad Católica | Chile | 2019   |
| Primera División   | C.D. Universidad Católica | Chile | 2019   |
| Primera División   | C.D. Universidad Católica | Chile | 2020   |
| Supercopa de Chile | C.D. Universidad Católica | Chile | 2020   |
| Supercopa de Chile | C.D. Universidad Católica | Chile | 2021   |
| Primera División   | C.D. Universidad Católica | Chile | 2021   |